# Philipp I. (Pommern)

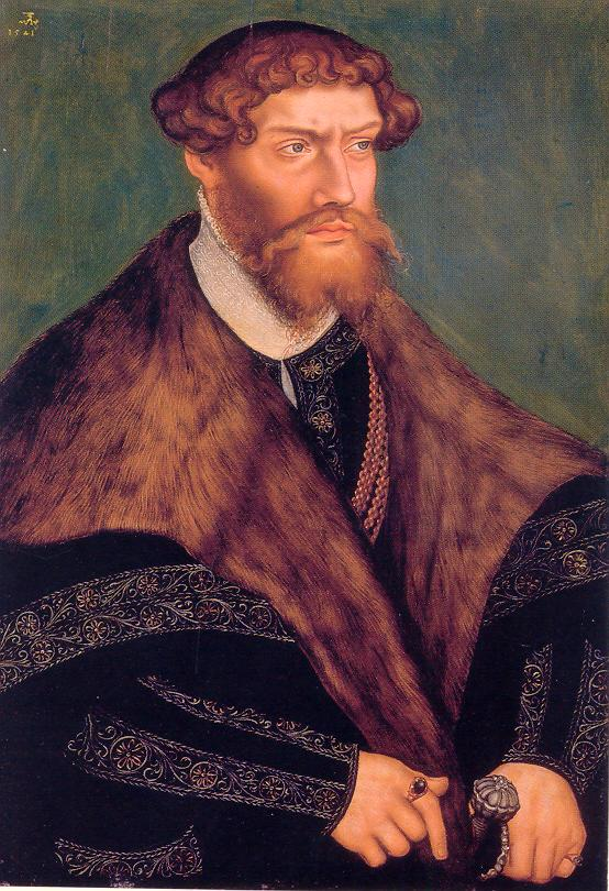
Philipp I. von Pommern-Wolgast nach Lucas Cranach d. J.

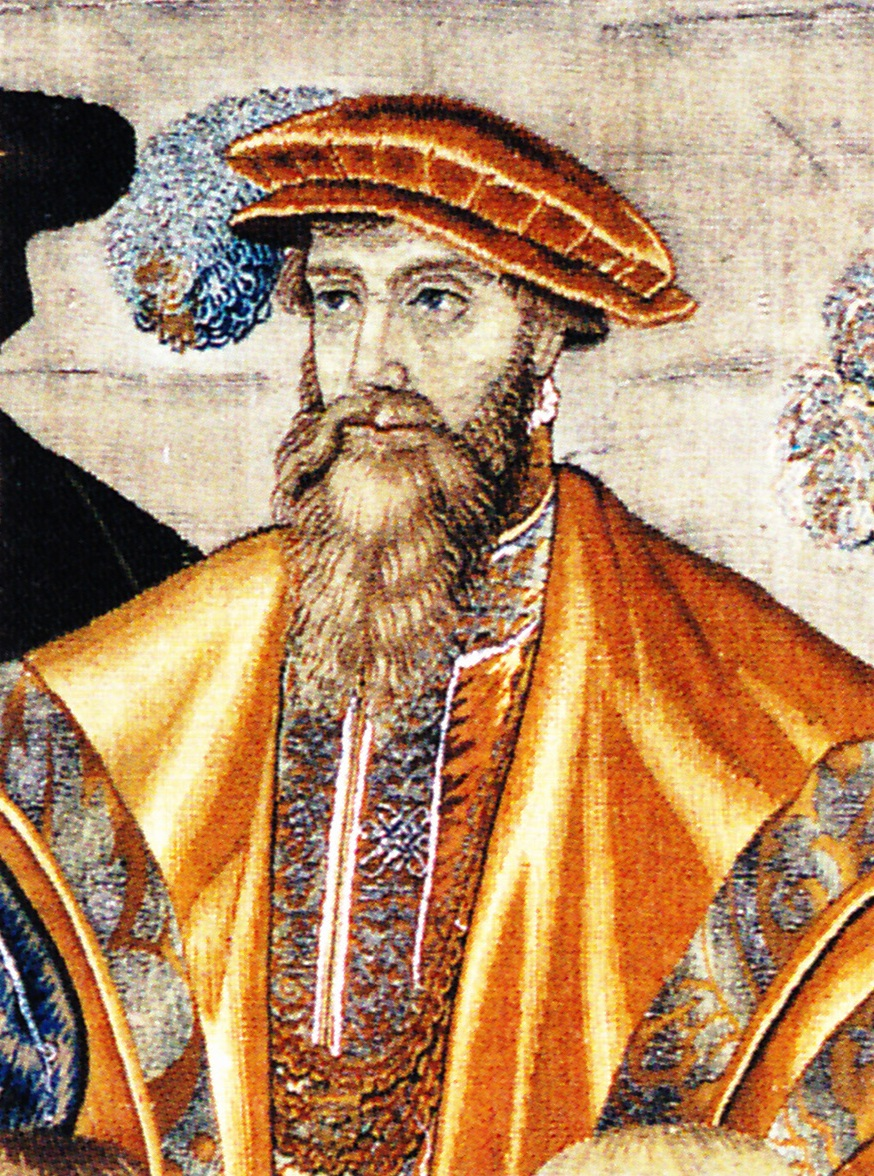
Herzog Philipp I. von Pommern-Wolgast, Ausschnitt aus dem Croÿ-Teppich

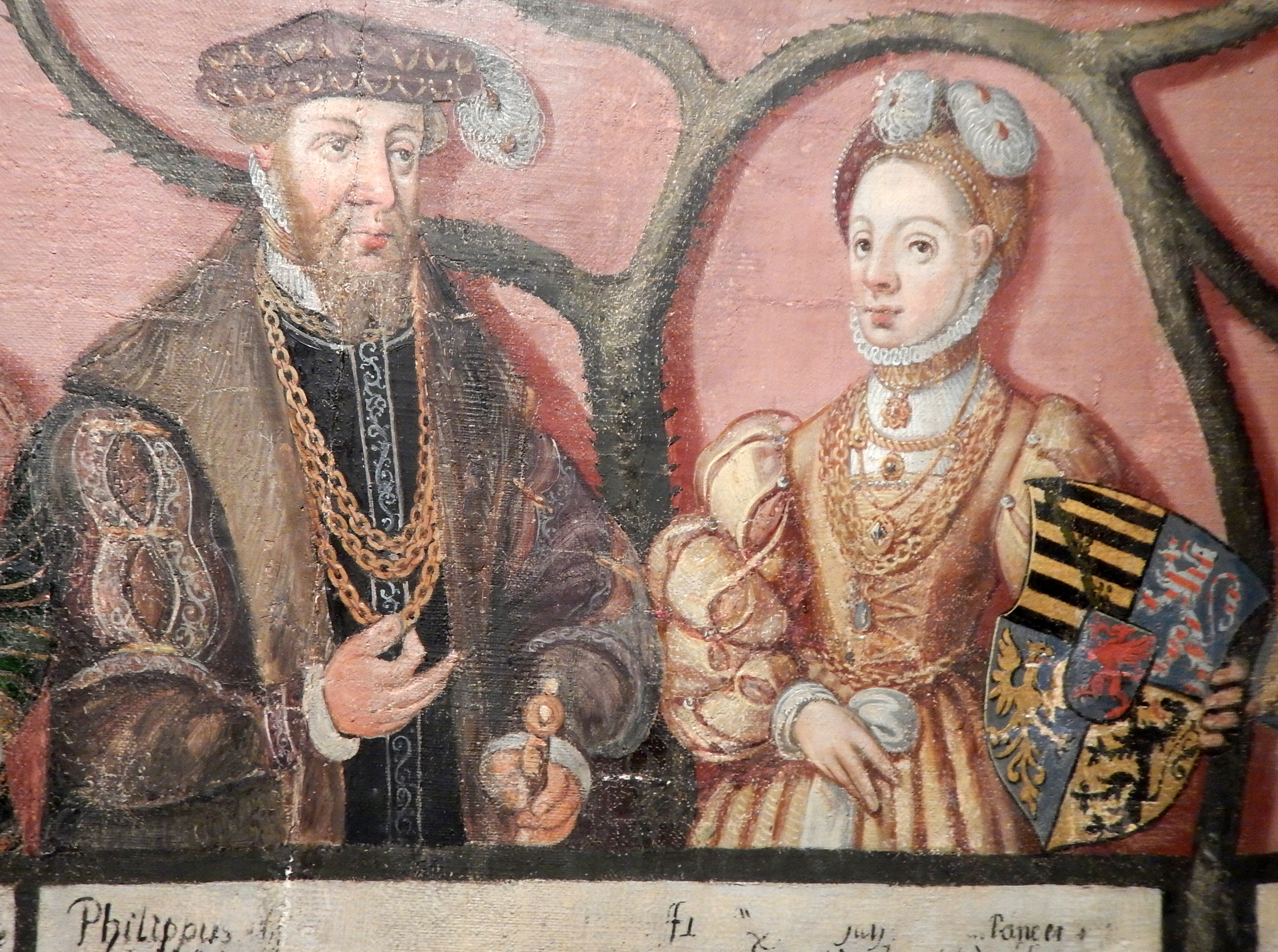
Philipp I. mit seiner Gemahlin Maria von Sachsen, aus dem Bilderstammbaum der Greifen von Cornelius Krommeny (1598).

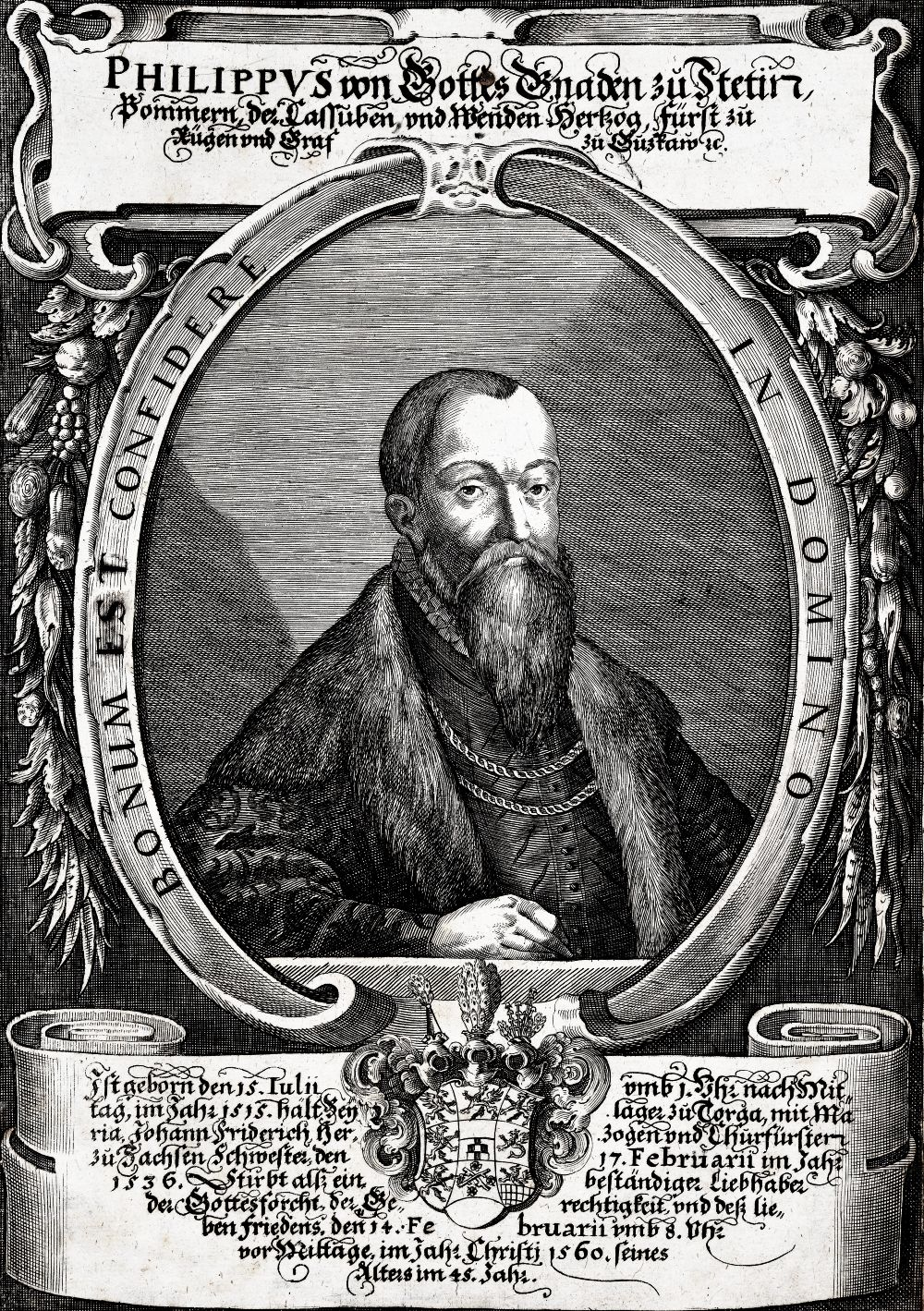
Herzog Philipp I. von Pommern-Wolgast

Philipp I. (* 14. Juli 1515 in Stettin; † 14. Februar 1560 in Wolgast) war Herzog von Pommern-Wolgast. 1534 schloss sich ganz Pommern (Pommern-Wolgast und das durch Barnim IX. beherrschte Pommern-Stettin) der Reformation an.

## Leben
Geboren als einziger überlebender Sohn des Herzogs Georg, aus dessen erster Ehe mit Amalie von der Pfalz († 6. Januar 1525), erhielt er nach dem Tod der Mutter ab 1526 seine weitere Erziehung am Hofe in Heidelberg bei seinem Onkel Kurfürst Ludwig V. von der Pfalz. Nach dem Tod seines Vaters übernahm er 16-jährig die Amtsgeschäfte in Stettin. Mit seinem Onkel, Herzog Barnim IX., teilte er am 21. Oktober 1532 das Herzogtum Pommern und er erhielt Pommern-Wolgast (Vorpommern). Die Teilung war zunächst nur auf neun Jahre befristet und wurde erst 1541 auf Dauer bestätigt. Als Räte dienten ihm u. a. Jobst von Dewitz, Rüdiger von Massow und der Kanzler Nikolaus Brun. Auch der Chronist Thomas Kantzow stand als Sekretär in seinen Diensten.
Es galt zunächst, die Beziehung zur ungeliebten Stiefmutter, Margareta von Brandenburg, zu regeln. 1533 musste er ihr das aufgrund des Heiratsvertrages von 1530 zugesicherte und durch die Teilung von 1532 aber zu verändernde Leibgedinge (Wittum), bestehend aus den Ämtern Barth, Tribsees, Grimmen und Klempenow, überweisen. Aber schon ein Jahr darauf heiratete sie in zweiter Ehe Fürst Johann IV. von Anhalt.
Bei seiner Regierungsübernahme fand er auch auf politischem und kirchlichem Gebiet Verwirrung vor. Die Reformation war in seinem Herrschaftsgebiet vorangekommen und wollte er seine Macht erhalten, konnte er sich ihr nicht weiter verschließen. Daher entschlossen sich die beiden Herzöge, die Reformation auch offiziell einzuführen. Sie beriefen dazu am 13. Dezember 1534 einen Landtag in Treptow an der Rega ein und luden den Bischof von Cammin Erasmus von Manteuffel, die Stiftstände, den Adel, die Städte, die evangelischen Vertreter der Städte Christian Ketelhut (Stralsund), Paul vom Rode (Stettin), Johannes Knipstro (Greifswald), Hermann Riecke (Stargard), Jacob Hogensee (Stolp) sowie Luthers Mitstreiter Johannes Bugenhagen, einen gebürtigen Pommern, ein. Der Landtag scheiterte jedoch am Widerspruch des Adels, aber man beauftragte Bugenhagen trotzdem, eine Kirchenordnung für das Herzogtum Pommern zu entwerfen. Diese wurde aber nicht offiziell in Kraft gesetzt. Bugenhagen führte weiterhin 1535 Visitationen nach sächsischem Muster durch. So konnte sich die Reformation in Pommern allmählich durch namhafte evangelische Vertreter wie Paul von Rode und Johannes Knipstro durchsetzen. Nachdem der Bischof von Cammin gestorben war, stand der Weg vollständig für die Reformation offen. Nach Ablehnung von Johannes Bugenhagen, besetzte Bartholomaeus Suawe das Bischofsamt.
Herzog Philipp heiratete am 27. Februar 1536 in Torgau Maria von Sachsen. Martin Luther hielt dabei die Predigt. 1554 ließ Philipp dieses Ereignis idealisiert auf dem Croÿ-Teppich darstellen.
Nach seiner Heirat mit der Halbschwester des sächsischen Kurfürsten, trat Philipp gemeinsam mit Barnim im April 1536 in Frankfurt am Main dem Schmalkaldischen Bund bei. Durch die Niederlage der Protestanten 1547 befürchtete Philipp Verfolgungen durch Karl V. Den erzürnten Kaiser konnte man jedoch durch Zahlung einer Geldbuße besänftigen. Durch die veränderte Sachlage wurde zunehmend auch die Arbeit von Suawe schwieriger, so dass er 1549 abdankte und nun zunächst ein katholischer Bischof an seinen Platz gelangte, der die alten Verhältnisse wiederherstellen wollte und die Landeskirche dem römischen Stuhl unterstellen wollte. Jedoch kam er dazu nicht und zur Sicherung der Landeskirche setzte Philipp seinen ältesten Sohn Johann Friedrich auf den Bischofsstuhl, ließ die von Bugenhagen verfasste Kirchenordnung revidieren und war bestrebt die theologischen Zwistigkeiten die in seinem Land tobten zu schlichten.
Nachdem Philipp ein eigenes Hofgericht in Wolgast errichtet hatte, gab er sich der Rechtspflege hin und nahm persönlich an Gerichtsverhandlungen teil. Er förderte auch in seinem Landesteil den Handel und Verkehr. 1540 konnte er den seit 1534 schwelenden Streit mit dem Adel beilegen und die allgemeine Huldigung der Landstände entgegennehmen. In seinen späteren Regierungsjahren waren Jacob von Zitzewitz, Valentin von Eickstedt und Ulrich von Schwerin seine wichtigsten Hofräte, die auch nach seinem Tod für seine Söhne tätig blieben. Besonderes Vertrauen genoss jedoch sein Kammerrat Michael Küssow, der zu Beginn des Jahres 1558 starb und dem dessen Bruder Christian Küssow im Amt nachfolgte.
Von 1540 bis 1546 ließ Philipp die herzogliche Burg an der Uecker zum Schloss Ueckermünde ausbauen. Dort ist er auf einem Reliefstein abgebildet. Die herzogliche Residenz, das auf einer Insel im Peenestrom befindliche Wolgaster Schloss, ließ er in mehreren Etappen umbauen, wobei ein am 11. Dezember 1557 ausgebrochener Großbrand erhebliche Teile der Anlage vernichtete, deren Wiederaufbau Philipp noch einleitete, die Fertigstellung jedoch nicht mehr selbst erlebte.
Er starb noch vor Vollendung seines 45. Lebensjahres. Beigesetzt wurde er in der Herzogsgruft in der St.-Petri-Kirche zu Wolgast. Sein Sohn Ernst Ludwig hatte die Gruft 1587 erbauen lassen, dort wurde Herzog Philipps Sarg eingestellt. Die ältere Herzogsgruft wird in den vermauerten Zugangsbereichen vermutet, sie ist jedoch noch nicht ausgegraben worden. Jetzt steht der rekonstruierte Sarkophag Philipp I. in der oberirdischen Greifenkapelle der Kirche neben dem seiner Frau Maria, seinem Sohn Ernst Ludwig und seinem Enkel Philipp Julius (von links).

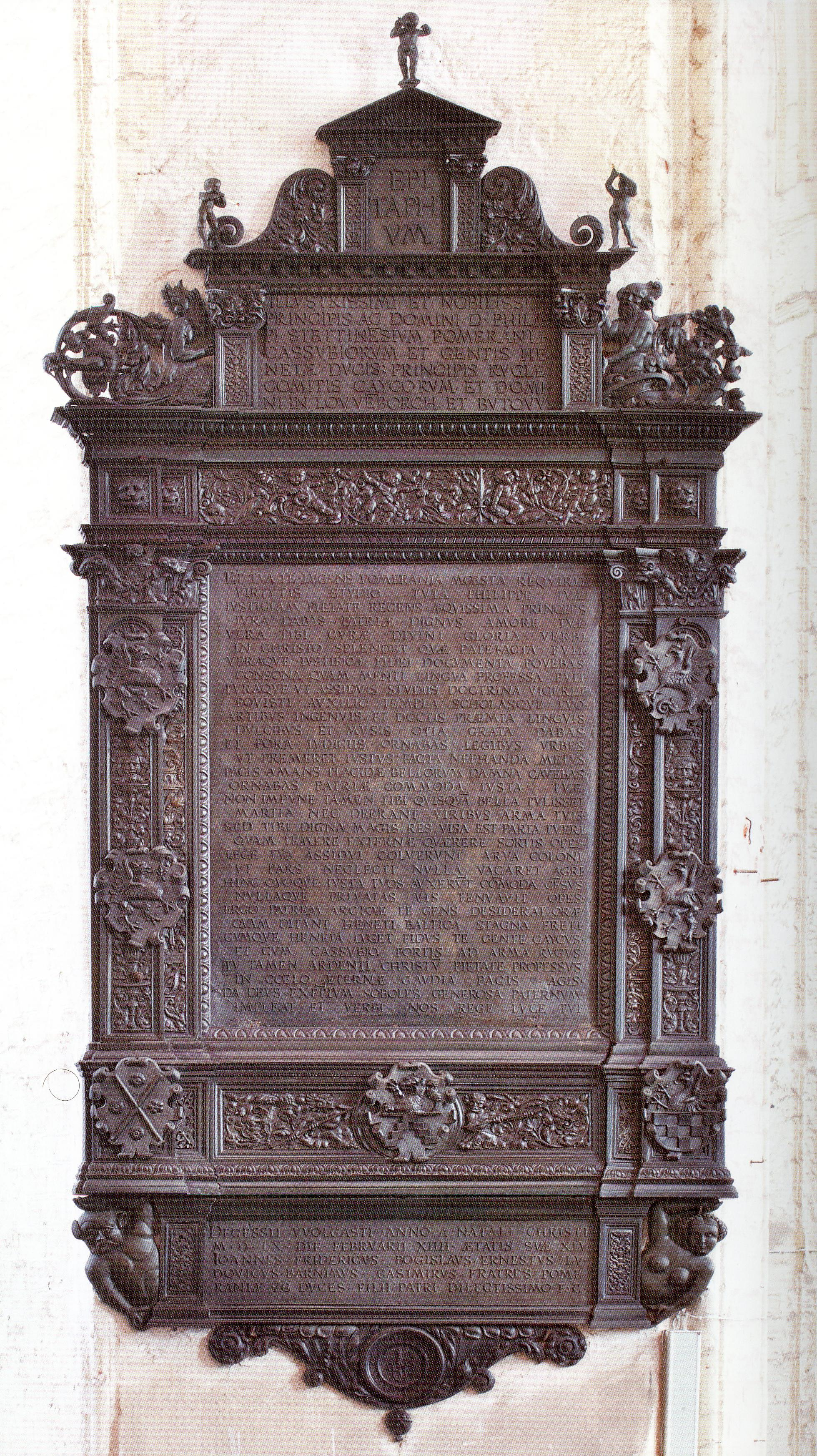
Epitaph Philipp I. in der St.-Petri-Kirche in Wolgast

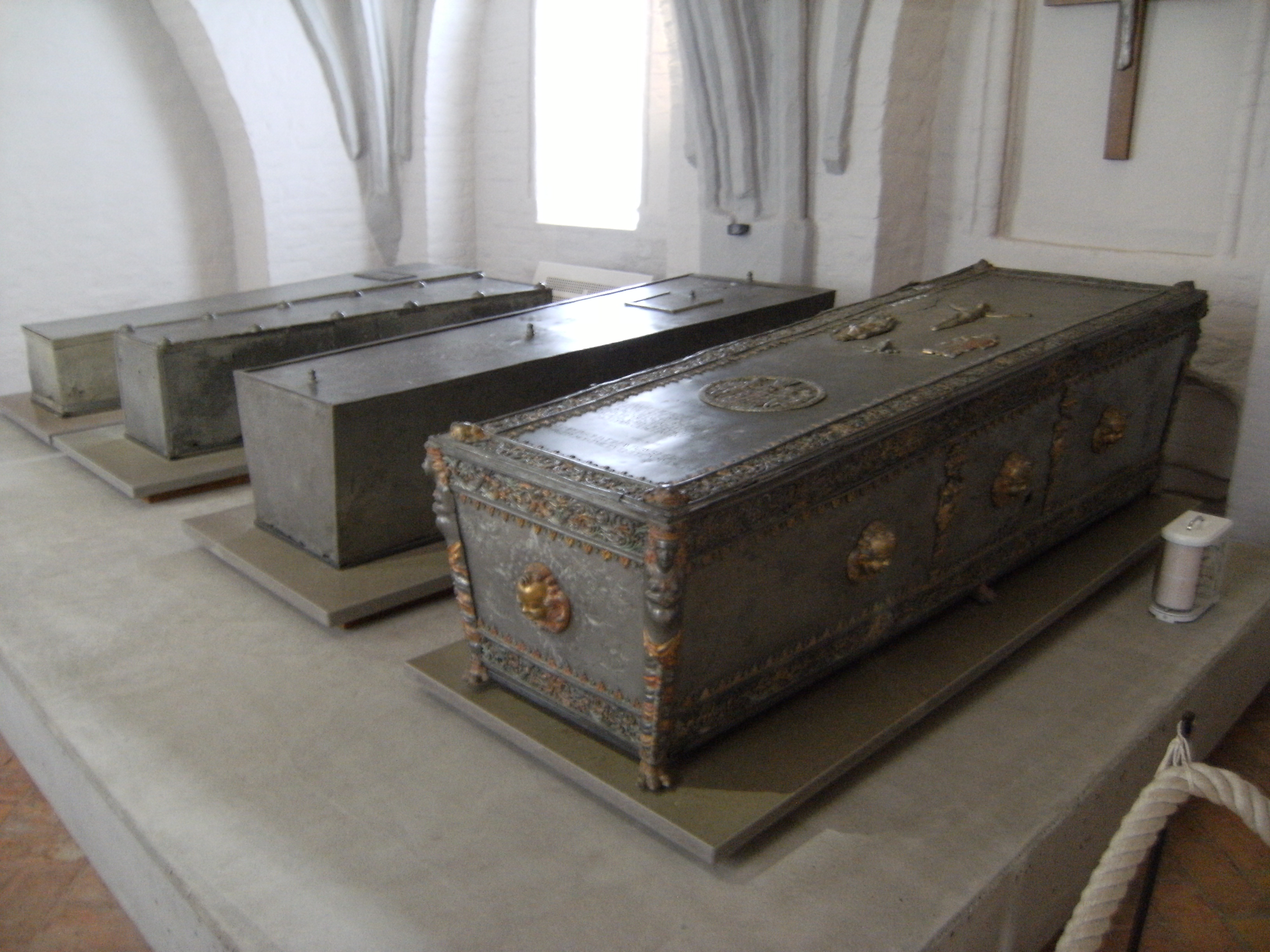
Sarkophag von Herzog Philipp I. (4. v. rechts)

## Epitaph
Sein Epitaph in der St.-Petri-Kirche in Wolgast besteht aus einem Messingguss von Wolfgang Hilliger aus Freiberg. Die retabelartig gestaltete Inschriftentafel mit den sieben pommerschen Wappen wird von einem Renaissanceornament aus Pflanzen und figürlichen Grotesken geschmückt.

## Genealogie
Aus seiner am 27. Februar 1536 geschlossenen Ehe mit Maria von Sachsen (* 15. Dezember 1515), der Tochter Johann des Beständigen von Sachsen, gingen sieben Söhne und drei Töchter hervor:
- Georg (* 1540; † 1544)
- Johann Friedrich (* 1542; † 1600) ⚭ Erdmuthe von Brandenburg, Tochter von Kurfürst Johann Georg von Brandenburg
- Bogislaw XIII. (* 1544; † 1606) ⚭ Klara (* 1550; † 1598), Tochter von Herzog Franz von Braunschweig-Lüneburg
- Ernst Ludwig (* 1545; † 1592) ⚭ Sophia Hedwig, Tochter von Herzog Julius von Braunschweig-Wolfenbüttel
- Amelia (* 1547; † 1580)
- Barnim X. (XII.) (* 1549; † 1603) ⚭  Anna Maria, Tochter von Kurfürst Johann Georg von Brandenburg
- Erich (* 1551; † 1551)
- Margaretha (* 1553; † 1581) ⚭ Herzog Franz II. von Sachsen-Lauenburg
- Anna (* 1554; † 1626) ⚭ Herzog Ulrich von Mecklenburg-Güstrow
- Kasimir VI. (IX).  (* 1557; † 1605)